# Pradosia surinamensis
Pradosia surinamensis – gatunek drzew należący do rodziny sączyńcowatych. Występuje na terenie Surinamu, Gujany i Wenezueli.